# Ficus deltoidea
Ficus deltoidea Jacq. è un piccolo albero sempreverde della famiglia delle Moracee, diffuso in Thailandia e nell'arcipelago indo-malese.

## Descrizione
Raggiunge in natura l'altezza di 2 m, coltivata in vaso non supera i 90 cm. Ha fusti sottili e ramificati legnosi o semi-legnosi, corteccia liscia di colore beige, le foglie lunghe di 4–6 cm compreso il picciolo, spesse, tondeggianti con un breve picciolo, sono di colore verde chiaro opaco, grigio-giallastre inferiormente. In primavera e in autunno produce piccoli siconi tondeggianti gialli o rossastri, non commestibili.

## Biologia
L'insetto impollinatore di F. deltoidea è l'imenottero agaonide Blastophaga quadrupes.

## Coltivazione
Richiede posizioni semi ombreggiate con elevata umidità ambientale, luminosità abbondante senza luce diretta del sole, non esporre a bruschi sbalzi di temperatura, annaffiare regolarmente, senza eccedere, evitando il ristagno d'acqua, diradare d'inverno, si giova della vaporizzazione delle foglie con acqua distillata, nella bella stagione concimare mensilmente con concime liquido azotato miscelato all'acqua delle annaffiature. Per rinfoltire la pianta, spuntare tutti i rami presenti, sopra la seconda o terza foglia. Rinvasare ogni 2 anni utilizzando terreno ricco, soffice e ben drenato. La moltiplicazione avviene per talea semilegnosa.

## Avversità
- Forti sbalzi di temperatura determinano la caduta delle foglie inferiori
- Teme gli attacchi di cocciniglie e degli afidi, che infestano le pagine inferiori delle foglie.